# Sitticus penicillatus
Sitticus penicillatus là một loài nhện trong họ Salticidae.
Loài này thuộc chi Sitticus. Sitticus penicillatus được Eugène Simon miêu tả năm 1875.